# Géza Szőcs
Géza Szőcs, född 21 augusti 1953 i Târgu Mureș (Marosvásárhely) i Transsylvanien, Rumänien, död 5 november 2020 i Budapest, var en ungersk-rumänsk poet, journalist och politiker. Han var Ungerns kulturminister 2010–2012 och den ungerska regeringens kommissionär i kulturfrågor sedan 2012.

## Liv och gärning
Géza Szőcs debuterade 1975 med en diktsamling. Han utbildade sig vid Babeș-Bolyai-universitetet i Cluj och examinerades 1979. Åren 1979 till 1982 arbetade han på den ungerska tidningen Igazság i Cluj och 1989 blev han lokalchef för Radio Free Europe i Budapest.
I början av 1990-talet satt han i Rumäniens senat för Ungerska demokratiska unionen i Rumänien. Efter att ha återvänt till Ungern och gjort karriär inom media utsågs han 2010 till statssekreterare ansvarig för kultur vid Departementet för nationella resurser. I juni 2012 blev han den ungerska regeringens kommissionär i kulturfrågor. Han är även ordförande för ungerska PEN-klubben. I dess regi instiftade han år 2012 Janus Pannonius-priset, ett internationellt poesipris på 50 000 euro.
År 2012 var han inblandad i flyttandet av författaren József Nyírős kvarlevor från Spanien till Transsylvanien i Rumänien. Detta väckte kritik och förbjöds av rumänska myndigheter eftersom Nyírő, medlem i Pilkorsrörelsen på 1940-talet, hade antirumänska åsikter. Efter en inofficiell gudstjänst i Nyírős hemstad Odorheiu Secuiesc meddelade Szőcs att kvarlevorna framgångsrikt hade smugglats in i landet.
Szőcs tilldelades Kossuthpriset 2015.